# 금방울전
금방울전(金鈴傳, 금령전)은 작자 미상의 한국 고전소설이다.

## 개요
＜금방울전＞은 남주인공 ‘해룡’과 여주인공 ‘금령’이 온갖 고난과 시련을 극복하고, 혼인하여 행복하게 살았다는 내용의 고전소설이다. 이 작품은 많은 독자들의 사랑을 받으며 널리 읽혔는데, 작자가 누구인지는 알 수 없다.
이 작품의 남녀 주인공 해룡과 금령은 원래 동해 용왕의 셋째 아들과 남해 용왕의 막내딸이었다. 용자와 용녀는 혼인을 하고 신행길에 나섰다. 그런데 용녀는 요괴의 공격을 받아서 죽임을 당했고, 용자는 장원 부인의 몸속으로 몸을 피했다. 그 후 용자는 장원의 아들 해룡으로 태어났으며, 용녀는 과부 막씨의 몸에서 금방울로 태어났다.
해룡은 세 살 때 피난을 가다가 도적들에 의해 부모와 이별했다. 하지만 아버지 어머니를 잃은 어린 아이에 불과했던 해룡을 불쌍히 여겼던 도적 장삼이 그를 몰래 데려가 양육해 주었다. 장삼이 죽자 그의 처 변씨는 해룡을 몹시 학대하였고, 심지어 죽이려 했다. 그래서 해룡은 여러 차례 죽을 고비를 맞았는데, 그때마다 금방울의 도움으로 살아났다.
금령은 과부의 몸에서 방울의 모습으로 태어났기 때문에 많은 어려움을 겪었다. 그러나 신선들로부터 받은 신이한 능력을 발휘하여 막씨를 보호하였고, 그녀의 사랑을 받았다. 그리고 아들을 잃은 슬픔으로 병을 얻어 죽은 해룡의 어머니 장 부인을 살렸으며, 장원 부부의 사랑을 받았다. 금령은 장원에게 족자를 가져다준 뒤에 행방을 감추었다.
해룡은 금령의 도움으로 지하국에 사는 요괴에게 납치된 ‘금선공주’를 구하였고, 금선공주와 혼인하여 부마가 되었다. 그 후 해룡은 전장에 나가서, 금령의 도움을 받아 적을 물리쳐 큰 공을 세우고 개선했다.
금선공주의 사랑을 받던 금령은 해룡이 개선하여 돌아오기에 앞서, 해룡에게 전해달라며 족자를 맡겨놓고 어디론가 사라졌다. 막씨와 장원 부부에게 되돌아온 금령은 허물을 벗고 예쁜 처녀로 변신했다.
해룡은 어사가 되어 지방을 순시하던 중에, 꿈속에서 만난 노인의 지시와 족자를 매개로 하여 어릴 때 헤어진 부모를 만났다. 그리고 금령이 방울에서 나와 미인으로 변신하였음을 알았다.
해룡의 보고를 받은 황제는 금령을 양녀로 삼아서 ‘금령공주’라 부르고, 해룡과 혼인하게 해주었다. 해룡은 금령공주와 혼인하였으며, 금선공주와 더불어 행복하게 살았다.
이 작품의 남녀 주인공 해룡과 금령이 지향하는 가치와 목표는 ‘남녀 결합’과 ‘부귀 획득’이다. 이는 이 작품의 작가가 추구하는 가치인 동시에 그 시대 독자들의 행복에 대한 관점을 반영한 것이다.
이 작품에서 여주인공 금령은 해룡을 적극적으로 도와서 어려움을 극복하고 황제의 부마가 되게 해준다. 금령의 적극적인 활동과 남녀 간의 애정 성취는 당시 여성 독자들의 의식을 반영한 것이라 하겠다.
그리고 해룡이 황제의 부마가 되어 전쟁에 나가 공을 세우고, 위왕이 되어 신분 상승에 따르는 특권을 누리게 된 것은, 권력에서 소외된 피지배계층 독자들의 의식을 반영한 것이다. 또한 주인공의 고난과 시련은 이런 독자들의 고통 받는 현실을 구체적으로 보여주는 것이다.
이처럼 ＜금방울전＞은 작가와 당대 독자들의 의식을 잘 드러내고 있다. 따라서 필사본이 전할 뿐 아니라, 목판본과 활자본으로 수차 간행되어 수많은 독자들에게 인기를 끌었다.

## 전래
＜금방울전＞은 목판본 12종, 필사본 2종, 활자본 11종이 전한다. 대부분의 고소설 목판본은 서울에서 간행된 경판본, 안성 지방에서 간행된 안성판본, 전주 지방에서 간행된 완판본이 있다. 그런데 ＜금방울전＞ 목판본은 경판본만 전하며, 완판본이나 안성판은 전하지 않는다.
＜금방울전＞ 경판본은 28장본, 20장본, 16장본의 세 가지가 있다. 경판 28장본은 국립도서관에 소장된 것과 영국박물관에 소장된 것이 있다. 이것들은 내용은 물론이고 장수(張數), 1면의 행수, 1행의 글자 수, 그리고 글자 위치까지 서로 일치한다. 따라서 두 이본은 동형이판본(同型異板本)임을 알 수 있다. 그런데 이것들은 고어형(古語形), 음운표기, 복모음·조사 사용, 두음법칙 적용, 표현 등에서 서로 다른 곳이 서른다섯 군데에 이른다. 이런 부분들을 면밀히 비교해 본 결과, 대영박물관 소장본이 먼저 간행되고, 국립도서관본은 그 뒤에 간행된 것이 밝혀졌다.
뒤이어 28장본을 부분적으로 축약하고 문장을 가다듬은 경판 20장본이 간행되었고, 또다시 이를 축약한 16장본이 간행되었다. 20장본은 28장본보다 분량은 약간 줄었지만 줄거리엔 큰 차이가 없다. 그러나 16장본은 분량도 많이 줄었으며, 부마가 된 해룡이 외적과 싸우다가 위태로운 지경에 이르자 금방울이 구해준다는 내용이 빠지는 등 줄거리에서도 변화가 있다.
필사본으로는 고려대학교 도서관 소장본과 일본 동양문고 소장본이 있다. 그중 고려대학교 도서관 소장본은 활자본인 세창서관본을 필사한 것이다.
활자본들은 모두 목판본을 모본(母本)으로 하여 간행한 것이다. 작품명이 ＜금방울전＞인 활자본도 있지만, ＜능견난사(能見難思)＞또는 ＜금령전＞으로 고쳐서 간행한 것도 있다. 작품 제목을 ＜능견난사＞라고 한 것은 금방울의 모습은 능히 볼 수 있지만, 금방울이 지닌 능력은 너무 기이하여 미리 짐작하기 어렵다는 뜻에서 이렇게 바꾼 게 아닐까 생각한다. 그리고 ＜금령전＞은 ＜금방울전＞의 ‘방울’을 한자 ‘령(鈴)’으로 고친 제목이다.
활자본 가운데 신구서림본(1916)과 조선서관본(1916), 경성서적조합본(1925)은 경판 28장본의 문장을 약간 손질하고, 작품 끝에 해룡과 두 공주의 백일승천(白日昇天) 대목을 첨가한 것으로, 9회로 장회(章回)를 구분했다. 회동서관본(1925)과 세창서관본(1952)은 이러한 세 가지 활자본과 내용은 똑같으나 장회를 구분하지 않은 점만 다르다.
세창서관본 ＜능견난사＞는 경판 28장본의 내용을 보다 다채롭고 흥미롭게 변개하고, 제목을 바꾼 것이다. 경성서적조합본 ＜능견난사＞는 같은 출판사의 ＜금방울전＞과 제목만 다를 뿐 그 내용은 똑같다. 대조사본 ＜금방울전＞(1959)은 경판 16장본을, 형설출판사본 ＜금령전＞(1977)은 경판 20장본을 모본(母本)으로 한 것이다. 희망출판사본 ＜금령전＞(1970)은 신구서림본, 조선서관본, 경성서적조합본, 회동서관관, 세창서관본 등의 선행 활자본 ＜금방울전＞을 모본으로 하여 간행한 것이다.
이처럼 ＜금방울전＞은 목판본, 필사본, 활자본으로 전하는데, 경판 28장본의 내용이 모든 이본의 중심을 이루고 있다.

## 구조
＜금방울전＞은 배경 공간, 또는 고난과 행운이 교차하는 순환구조를 이루고 있는데, 그 유형은 세 가지다.
첫째, 현실계와 비현실계의 순환이 나타난다. 해룡과 금령은 본래 동해용왕의 용자와 남해용왕의 용녀였는데, 인간계에서 ‘해룡’과 ‘금령’으로 환생한다. 용자와 용녀가 살던 곳은 수중계라는 비현실계다. 비현실계의 존재인 용자와 용녀가 현실계인 지상계에서 해룡과 금령으로 태어난 것이다.
지상계에서 살던 해룡과 금령은 이곳과 다른 지하계로 가서 요괴를 물리치고 금선공주를 구출해 데려왔다. 즉 해룡과 금령은 지하계에 가서 가난하고 비천하여 불행했던 상황을 극복하고 돌아온 것이다. 그 결과 해룡은 금선공주와 혼인하여 부마가 되고, 나라에 큰 공을 세웠다. 그리고 어릴 때 헤어졌던 부모를 다시 만나고, 금령과 혼인하여 부귀영화를 누렸다. 방울의 모습으로 살던 금령은 탈각(脫殼)하여 미인이 되고, 황제의 양녀가 되었다. 그리고 해룡과 혼인하여 행복하게 살았다. 해룡과 금령은 존재의 근원이라는 지하계에 가서 빈천(貧賤)과 불행을 소거(消去)하고, 부귀와 행운을 획득·충족하고 돌아왔다. 따라서 완벽에 가까운 행복을 누리게 된 것이다.
부모를 잃고 천대받던 해룡과 괴이한 모습으로 태어나 천대받던 금령이 지하계에 다녀온 뒤에 행복을 누리는 구조는, 인간의 생명과 생명 유지에 필요한 부·귀·건강 등이 비현실계에 근원을 둔 상태에서 ‘현실계 → 비현실계 → 현실계’로 순환함을 보여주는 것이다.
둘째, 고난과 행운의 순환이 나타난다. 해룡은 어려서 부모를 잃고 장삼의 양육을 받았다. 그런데 장삼이 죽은 뒤에, 그의 처 변씨의 계략에 빠져 여러 번 죽을 고비를 맞는다. 부마가 된 뒤에도 전장에 나가선 적의 계략에 빠져 목숨이 위태로울 만큼 고난을 당한다. 그러나 해룡은 금령의 도움으로 고난을 극복하고 행운을 얻는다. 이처럼 해룡의 일생은 행운이 고난에 의해서 부정되고, 그 고난은 다시 행운에 의해서 극복되면서 고난과 행운이 교차하여 순환한다. 그런데 해룡은 고난을 본인의 의지와 무관하게 금령의 도움으로 극복한다.
금령의 일생을 보면, 남해용왕의 딸이 과부 막씨의 몸에서 금방울로 태어나서 자기에게 닥친 여러 어려움을 극복하고 해룡을 도와준다. 그 후에 해룡과 힘을 합하여 요괴를 물리치고, 여인으로 변신하여 해룡과 혼인한다. 금령의 일생 역시 행운이 고난에 의해서 부정되고, 그 고난은 행운에 의해서 극복되면서 고난과 행운이 교차 순환하는 구조다. 그런데 이때의 고난은 본인의 잘못과 무관한 것이며, 행운은 자신의 능력과 노력에 의해서 만들어진 것이다.
해룡과 금령의 일생은 고난과 행운이 반복적으로 대립하면서, 보다 완전한 행복을 향하여 진행된다. 그러다가 모든 고난이 해결되고 행복이 절정에 이르러 완성되면서 작품은 끝을 맺는다.
셋째, 변신을 통한 순환이 나타난다. 막씨의 절개와 지극한 효성에 감동한 옥황상제는 자식을 점지하여 상을 주려 했다. 그때 용녀가 원수를 갚게 해달라고 발원(發願)하니, 옥황상제는 용녀를 막씨의 딸로 점지하여 방울로 태어나게 했다. 만일 용녀가 막씨의 몸에서 방울로 태어나지 않고 사람으로 태어났다면, 과부가 딸을 낳은 데 따르는 여러 문제에 부딪혔을 것이다. 그리고 신행하다가 헤어진 전생의 남편 해룡을 찾는 일에서도 많은 어려움을 겪었을 것이다. 그래서 용녀는 금방울로 변신하여 출생했던 것이다. 용녀는 금방울로 태어남으로써 모든 문제와 고난을 해결한 뒤에, 미인으로 변신하여 해룡과 혼인하고 행복을 누렸다. 이처럼 금방울의 일생은 변신순환(變身循環)하는데, 이런 구조는 도선사상(道仙思想)에 의해 치밀하게 구성된 것이다.
사람이 금방울로 변신하고, 금방울이 사람으로 변신하는 것은 현실이라는 실제 공간과 시간 속에선 성립될 수 없는 비현실적인 상황이다. 따라서 작품 끝 부분의 행복은 비현실적 상황인 변신에 의해 성취된 것이다. 즉 비현실계의 용녀가 금방울로 태어나서 지하계에 가서 요괴를 퇴치하는 구조는, 비현실계와 현실계의 순환형이 '변신순환형'과 복합된 것이다.
이러한 순환은 하나의 현실을 폐기하고, 보다 새롭고 행복한 현실을 만들려는 재생적 순환의 의미를 지닌다. 재생적 순환은 인간이 제한된 현실 속에 살면서도 그 제약을 벗어나 무한한 자유를 누리고 싶어 하는 욕망을 바탕으로 한 상상에 의한 것이다. 이 작품은 바로 이런 상상을 구체적으로 형상화하는 과정에서, 도선과 불교, 유교, 무속 그리고 시대성과 작가 및 독자들의 의식이 작용하여 한층 흥미롭고 복잡한 구성이 되었다.